# Neumoquistografía
La neumoquistografía consiste en una mamografía sobre una mama en la que se ha realizado la punción de un quiste mamario, la evacuación del líquido que contiene y la inyección de aire. La visualización del quiste relleno de aire permite estudiar la existencia de excreciones de la pared del quiste hacia la luz del mismo, sugestivas de la existencia de papilomas intraquísticos. Algunos autores sostienen que también tiene un efecto terapéutico sobre el quiste, impidiendo la rápida y nueva repleción del mismo por líquido y consecuentemente contribuyendo a la resolución de la lesión quística cuando se haya producido la reabsorción del aire inoculado.